# Policheta unicolor
Policheta unicolor là một loài ruồi trong họ Tachinidae.